# Флаг Тюменского района
Флаг муниципального образования Тюме́нский муниципальный район Тюменской области Российской Федерации.
Флаг утверждён 30 июня 2006 года и внесён в Государственный геральдический регистр Российской Федерации с присвоением регистрационного номера 2404.
Флаг составлен на основании герба Тюменского муниципального района, воспроизводит его символику и наряду с ним служит официальным символом Тюменского муниципального района.

## Описание
«Полотнище с отношением высоты к длине 2:3 синего цвета, несущее изображение белого ключа с лилией на конце, поддерживаемого жёлтым бобром и лисом, опирающимися на дощаник. Центр композиции приходится на границу первой и второй от древка трети полотнища. Оборотная сторона флага зеркально воспроизводит лицевую».

## Обоснование символики
Бобр и лис напоминают о том, что территория исторически восходит к Тюменскому острогу, на печати которого было изображение бобра и лиса.
Древний корабль дощаник указывает на связь с городом Тюмень и на важность территории как водного пути в Сибирь.
Белый ключ указывает обилие водных источников, в частности, родников, ключей. Кроме того, ключ — символ оси, центра, срединности.
Лилия, увенчивающая ключ, соотносится с идеями чистоты и благородства. Лилия, через образ «крин сельных», указывает на сельскохозяйственный характер поселений, составляющих территорию.
Синий цвет полотнища символизирует благородство, мирные занятия.

## См. также

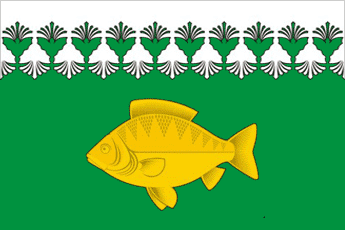
Андреевское МО
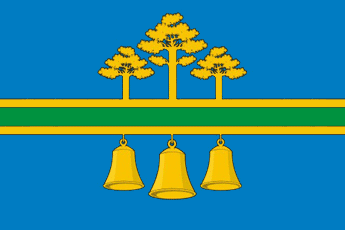
Борковское МО
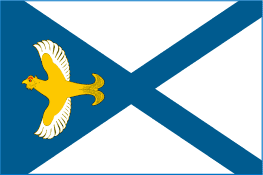
МО посёлок Боровский
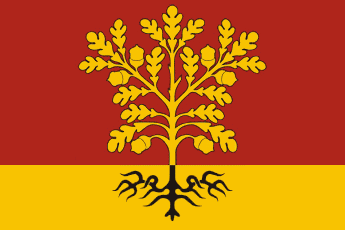
Горьковское МО
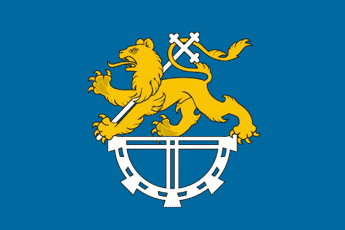
Каменское МО
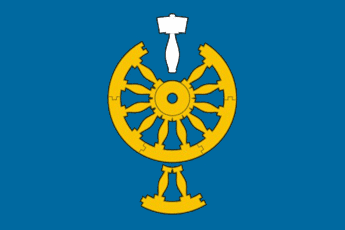
Княжевское МО
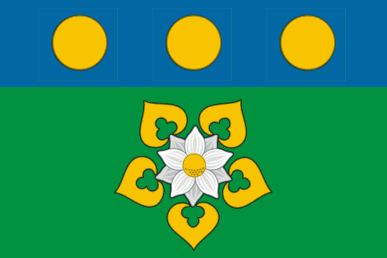
Кулаковское МО
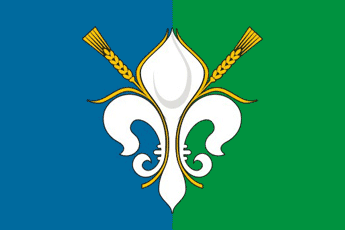
Мальковское МО
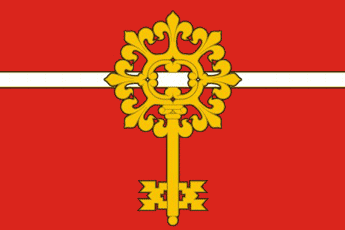
Московское МО
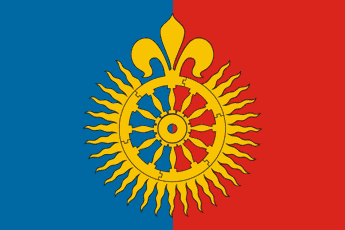
Нижнепышминское МО
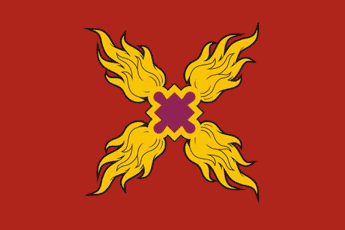
Новотарманское МО
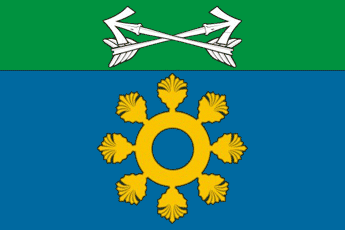
Онохинское МО
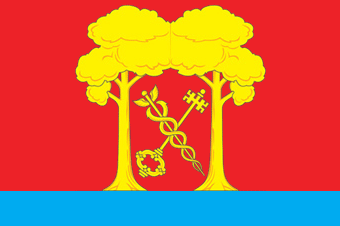
Переваловское МО
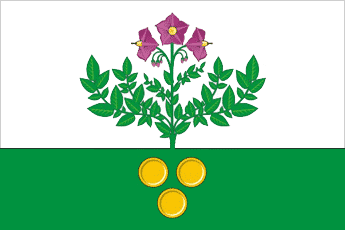
Салаирское МО
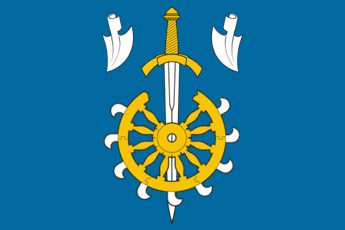
Созоновское МО
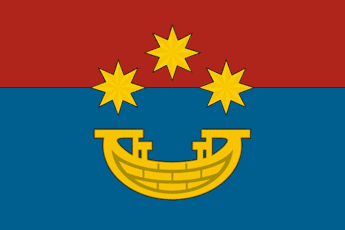
Успенское МО
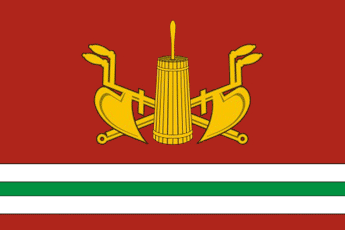
Червишевское МО
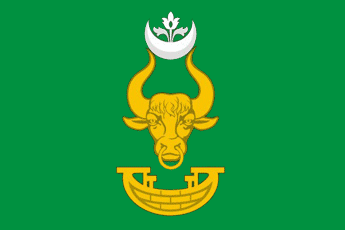
Чикчинское МО